# Relief (umetnost)
Relief ali pridvig je kiparsko oblikovanje, kjer kipar oblikuje figure ali druge oblike, ki ne stojijo prosto ampak so vezane na ravnino oziroma od nje odstopajo. Podobe so deloma spojene s podlago oziroma ozadjem, deloma pa izstopajo iz nje.
Izraz relief je izhaja latinskega glagola relievo (dvigniti). Slovenska ustreznica za to pa je pridvig oz. nadvig. Za ustvarjanje nadvišane ali reliefne podobe je pomembno, da daje vtis, da je oblikovana podoba dvignjena nad ravnino ozadja. Relief ima hrbtni del manj občutljiv in bolj varen za pritrditev, kot samostojen kip. V materialih kot so kovine, glina, mavčni omet, keramika ali kaširani papir se oblika lahko samo doda ali dvigne iz ozadja, spomeniki iz brona pa so narejeni z ulivanjem.
Relief je bolj primeren za upodobitev zapletenih predmetov s številnimi liki v zelo aktivnih pozah (primer so bitke), kot pa za samostojno skulpturo. Najstarejši arhitekturni elementi so bili pobarvani, kar je pomagalo opredeliti obliko predvsem pri nizkem reliefu. Podobe v reliefu so pogosto dekorativni geometrijski liki ali vzorci listja, kot na primer arabeske v islamski umetnosti.

## Način izvedbe
Po načinu izvedbe, ali podoba izstopa od podlage ali je vanjo ugreznjena, ločimo:
- visoki relief (alto-rilievo) - oblike precej izstopajo, prikazane mora biti vsaj 50% izstopajoče figure, lahko so celo polnoplastične,
- srednji relief (mezzo-rilievo)
- nizki relief (tudi basrelief ali basso-rilievo) - podoba se le malo dviguje iz podlage (primer so kovanci in medalje),
- plitki (nizki) relief (rilievo schiacciato) - v podlago je skoraj le opraskan,
- globoki ali ugreznjen relief (cavo-rilievo) - oblika je vtisnjena ali vklesana in
- kombiniran relief.

Opredelitev teh pojmov je nekoliko različna in veliko del je kombinacija oblik. Zato se nekateri avtorji raje izognejo pojmom. Razlikovanje med visokim in nizkim reliefom je zelo subjektivno, oba sta zelo pogosto združena v enem umetniškem delu. Zlasti večina visokih reliefov vsebuje tudi dele v nizkem reliefu, običajno v ozadju. Tak primer je friz Partenona kjer so posamezni deli in glave v visokem reliefu, njihov spodnji del in noge pa v nizkem.

### Visoki nadvig ali visoki relief
Visoki relief (alto rilievo v italijanščini) je, če več kot polovica mase v podobi štrli iz ozadja. Deli teme so navadno upodobljeni v polni globini, za razliko od nizkega reliefa, kjer so elementi videti potlačeni. Visoki relief tako uporablja enak slog in tehnike kot samostojno kiparstvo in v primeru enega samega lika daje enak vtis kot samostojen kip. Vse kulture in obdobja, v katerih so bile ustvarjene velike skulpture uporabljajo to tehniko v monumentalni plastiki in arhitekturi.
Večina izmed mnogih velikih reliefnih upodobitev v starogrškem kiparstvu uporablja zelo visoko različico visokega reliefa, s prvinami v ozadju, ki prehajajo drug nad drugega da označujejo globino. Visoki relief je postal dominantna oblika za relief s figurami v zahodnem kiparstvu, podobno kot v indijskih templjih. Pri manjših grških skulpturah, kot so zasebne grobnice in manjša okrašena področja, kot so frizi na velikih zgradbah, so bolj pogosto uporabljali nizki relief.
Helenistični in rimski reliefi na sarkofagih so se znižali z vrtalnikom namesto dlet in omogočili kompozicije zelo natrpane z liki, kot je na primer Ludovisijev sarkofag bitke (250-260 n. št.). To se kaže tudi v ogromnih pasovih reliefov, ki so oviti okoli rimskih slavolokov. V evropskem srednjem veku so največkrat uporabili visoki relief za vse dela v kamnu, pa vendar njihovi reliefi niso tako visoki kot v antični Grčiji. 7] Zelo visok relief je bil v renesansi predvsem uporabljen kot v steno montirana pogrebna umetnina in kasneje v neoklasicističnih timpanonih in javnih spomenikih.

### Bas-relief ali nizek relief
Nizki relief (francosko Basrelief, italijansko basso rilievo) je izvedba podobe plitvo v celotni globini in se običajno uporablja za kovance. V najnižjem reliefu je relativna globina elementov prikazana popolnoma popačeno in gledano od strani nima efekta, gledano od spredaj pa deluje kot tridimenzionalna podoba. To je tehnika, ki zahteva manj dela in je zato cenejša za izdelavo, saj potrebuje manj ozadja, ki ga je treba odstraniti ali je potrebno manj modeliranja. V umetnosti starega Egipta in drugih kulturah starodavnega Bližnjega vzhoda in Azije, pa tudi v Mezoameriki, je bil zelo nizek relief običajno uporabljen za celotno kompozicijo. Te podobe so bile pogosto pobarvane, da bi pomagale opredeliti oblike, barve se do danes niso ohranile, jih pa lahko odkrijejo s posebnimi postopki.
Babilonska Ištarina vrata, ki so zdaj v Berlinu, so izdelana v nizkem reliefu oblikovanem v opeki, glazirano in v barvah. V Egiptu so včasih uporabljali mavec in verjetno tudi drugje, vendar morajo biti zelo dobri pogoji za ohranitev. Rimske dekorativne štukature so znane predvsem iz Pompejev in drugih mest, ki so bila zakopana v pepel iz Vezuva. Nizek relief je v zahodni srednjeveški umetnosti relativno redek, pogost je v leseni izvedbi ali prizorih na notranjih straneh zložljivih kril oltarnih tabel.
Oživitev nizkega reliefa se začne zgodaj v renesansi. Tempio Malatestiano v Riminiju, pionirski klasicistični stavbi, ki jo je zasnoval Leon Battista Alberti okrog leta 1450, ima v notranjosti in na zunanjih stenah nizki relief Agostina di Duccia. Renesančni omet se je zelo pogosto uporabljal za notranja okrasna dela, kot so obloge sten in stropov. V kasnejši zahodni umetnosti, do preporoda v 20. stoletju, je bil nizek relief uporabljen predvsem za manjša dela ali v kombinaciji z visokim, da se dobi občutek globine, še posebej za prizore s številnimi liki in krajino ali arhitekturno ozadje. Tako so podobe v ospredju vrezane v visokem reliefu, tiste v ozadju pa v nizkem reliefu. Nizek relief lahko uporabi katerikoli medij ali tehniko kiparstva, pri čemer je klesanje v kamen in livarstvo najpogostejše. Velike arhitekturne kompozicije so v nizkem reliefu zaživele v 20. stoletju, ko so bile popularne na objektih v art déco in sorodnih slogih.
Mid-relief ali pol-relief ali mezzo-rilievo je nekoliko nenatančno opredeljen izraz za nizki relief. Tipična definicija je, da samo do polovice izstopa iz ozadja. Globina prikazanih elementov je običajno nekoliko popačena. 
Plitev relief ali rilievo stiacciato se uporablja za področje ozadja z glavnimi elementi v nizkem reliefu. Slog je izpopolnil italijanski renesančni kipar Donatello. To je zelo plitev relief, ki se staplja z gravuro in je lahko težko berljiv.

### Globoki relief
Globoki ali ugreznjen relief je v veliki meri omejen na umetnost starega Egipta, kjer je zelo pogost, v obdobju Amarna (18. dinastija) celo prevladujoč tip. Prej je bil uporabljen predvsem za velike reliefe na zunanjih stenah ter za hieroglife. Slika je narejena z vrezovanjem v ravno površino. Pri poenostavljeni obliki so slike običajno precej ravne kot primer hieroglifov, v največ primerih je slika sama v nizkem reliefu, v ugreznjenem območju pa le del. V nekaterih primerih so liki in drugi elementi v zelo nizkem reliefu, ki se skoraj ne dvigne na osnovno površino, drugi pa so bolj polni, z nekaj poglobljenimi deli. Ta metoda zmanjšuje delo na odstranitvi ozadja, hkrati pa omogoča normalno modeliranje reliefa.
Tehnika je najbolj uspešna pri močni sončni svetlobi, saj poudari obrise in oblike, ki so v senci. Nekateri reliefi, zlasti nagrobni spomeniki z glavami ali doprsnimi kipi iz antičnega Rima in kasnejše zahodne umetnosti, so pustili 'okvir' na osnovno raven okoli roba reliefa ali postavili glavo v polkrožno vdolbino v bloku.

### Okenski relief
Tehniko globokega reliefa ne smemo zamenjevati z okenskim reliefom ali intagliu kot je videti na vgraviranem pečatu, kjer je slika popolnoma oblikovana v negativu. Slika gre v površino tako, da ko je odtisnjena v vosek daje vtis normalnega reliefa. Tak relief se vtisne v draguljarstvu v kamejo.
Nekaj zelo pozno helenističnih monumentalnih rezbarij iz Egipta uporablja polno »negativno«, modeliranje, kot da na pečatu.

### Majhni predmeti
Reliefi za male predmete so izrezljani iz različnih materialov, predvsem slonove kosti, lesa in voska. Reliefe pogosto najdemo v dekorativni umetnosti kot sta keramika in kovina. Mali bronasti reliefi so pogosto v obliki plošč, ki so dodane v pohištvo ali v okvir. Uporabljajo se različne tehnike modeliranja, kot je repoussé v kovini, kjer se v tanko pločevino s spodnje strani, z uporabo udarcev, vtiskuje reliefne slike. Vlivanje v bron ali druge kovine je tudi široko uporabljena tehnika. Vlivanje in repoussé se pogosto uporabljata usklajeno, da bi pospešili proizvodnjo in podrobneje dodali končno obliko reliefa. Graviranje draguljev je bila zelo prestižna dejavnost že od antičnih časov v mnogih evrazijskih kulturah. Relief v vosku so izdelovali vsaj od renesanse dalje.
Rezbarjenje v slonovi kosti je bilo v rabi že od antičnih časov. Ker je material, čeprav dragocen, zelo obstojen, je kot diptih predstavljal velik delež ohranjene posvetne umetnosti od pozne antike do danes. V gotiki,  v Parizu in drugih centrih, je rezljanje reliefov iz slonove kosti postalo precejšen luksuz. Izdelovali so tudi majhne diptihe in triptihe z množico verskih prizorov, običajno iz Nove zaveze in posvetnih predmetov v nizkem reliefu. To so bila okrogli kovčki z ogledalom, glavniki, ročaji in drugi majhni predmeti, pa tudi večje skrinjice, kot je primer Casket with Scenes of Romances (catalogued as Walters 71264) iz Baltimora, Maryland, Združene države Amerike. Reliefi so lahko žigi iz gline ali v glino stisnjen kalup, za serijsko proizvodnjo. Dekorativni reliefi v mavcu ali štuku so lahko veliko večji. Ta oblika arhitekturnega okrasja se pojavlja v mnogih slogih v notranjih prostorih v pozni renesansi na Zahodu in v islamski arhitekturi.

## Material
Relief je mogoče oblikovati v najrazličnejših materialih, najpogostejši so: kamen, glina, kovine, les, slonovina, dragi in poldragi kamni, vosek, itd.